# Agua Santa (paroisse civile)
Pour les articles homonymes, voir Agua Santa.
Agua Santa est l'une des cinq paroisses civiles de la municipalité de Miranda dans l'État de Trujillo au Venezuela. Sa capitale est Agua Santa.